# Joan Moreno
Joan Moreno (Regne de València, segle XV - Regne de València, segle xv) fou un poeta valencià.
L'any 1458, a la seva època d'estudiant, fou testimoni del primer testament d'Ausiàs Marc, amb qui mantingué correspondència poètica. Amb una poesia centrada en la percepció de l'amor en la vellesa, participà en els debats poètics del grup de Bernat Fenollar, Lo procés de les olives (1495-1496) i Lo somni de Joan Joan (1496).